# Basileios Chotzas
Basileios Chotzas (auch Chodzas, Chortatzes, mittelgriechisch Βασίλειος ὁ Χοτζᾶς; † nach 1205) war ein byzantinischer Usurpator gegen Kaiser Isaak II. Angelos.

## Leben
Der Archon Basileios Chotzas wird bei dem byzantinischen Geschichtsschreiber Niketas Choniates als einer von mehreren Rebellen genannt, die sich um das Jahr 1190 gegen den unfähigen Kaiser Isaak II. erhoben. Das Zentrum seiner Usurpation war die Festung Tarsia im Hinterland von Nikomedia in Bithynien. Dort konnte sich Chotzas, der sich für den 1183 ermordeten jungen Kaiser Alexios II. ausgab, bis 1204 halten. Vermutlich im Frühjahr 1205 wurde er von der Garde des nikäischen Herrschers Theodor Laskaris gefangen genommen, geblendet (die in Byzanz damals übliche Strafe für Usurpation und Hochverrat) und anschließend ins Gefängnis geworfen.